# Stuor-Vuoskonjaure
Stuor-Vuoskonjaure är en sjö i Gällivare kommun i Lappland och ingår i Kalixälvens huvudavrinningsområde.